# Silene viscaria
Espèce
Statut de conservation UICN

 LC  : Préoccupation mineure
Silene viscaria, le Silène visqueux, est une plante herbacée de pelouses acides de la famille des Caryophyllacées.

## Synonymes
- Lychnis viscaria L.
- Steris viscaria (L.) Rafin
- Viscaria viscosa (Scop.) Aschers
- Viscaria vulgaris Bernh.

## Habitats
Rochers siliceux, sables, pelouses sèches.

## Statuts de protection, menaces
L'espèce est évaluée comme non préoccupante en France .
En France l'espèce se raréfie : elle est considérée en danger critique (CR) en régions Bourgogne et Centre ; en danger (EN) en Alsace, Franche-Comté et Île-de-France ; elle est considérée vulnérable (VU) en Limousin et Provence-Alpes-Côte d'Azur ; quasi menacée (NT), proche du seuil des espèces menacées ou qui pourraient l'être si des mesures de conservation spécifiques n'étaient pas prises, dans les régions Lorraine, Rhône-Alpes, .